# Luigi Stefano Giarda
Luigi Stefano Giarda (Cassolnovo, Llombardia, 19 de març de 1868 - Viña del Mar, Xile, 3 de gener de 1952) fou un violoncel·lista, director d'orquestra i compositor italià-xilè. Estudià en el Conservatori de Milà, després fou professor de l'Institut de Música de Pàdua, i des de 1897 també ho és del Conservatori de Nàpols. A més de les òperes Rejette (Nàpols, 1898) i Giorgio Byron (1910), va compondre obres per a violoncel i orquestra; un quartet per a instruments d'arc; Adagio per a quatre violoncels; dues sonates per aquell instruments i d'altres obres instrumentals.